# برایزن (شپریوالد)
برایزن (به آلمانی: Briesen) یک شهر در آلمان است که در اشپری-نایسه واقع شده‌است. برایزن ۸۲۴ نفر جمعیت دارد.